# Swasiland-Hausschlange
Die Swasiland-Hausschlange (Inyoka swazicus, Syn.: Lamprophis swazicus) ist die einzige Art der monotypischen Gattung Inyoka. Die ungiftige Schlange aus der Familie der Lamprophiidae kommt in Südafrika und Eswatini vor.
Der Gattungsname Inyoka bedeutet „Schlange“ in der Sprache Siswati, das Artepitheton bezieht sich auf das Swasiland, das 2018 in Eswatini umbenannt wurde.

## Merkmale
Die Swasiland-Hausschlange wird bis circa 90 Zentimeter lang. Sie ist einheitlich rötlich-beige gefärbt. Der Kopf ist relativ klein und deutlich breiter als der Hals. Der Kopf ist dabei breiter als hoch. Inyoka swazicus hat relativ große Augen, die Pupille ist vertikal oval.
Die Schuppen sind nicht gekielt, haben jedoch eine leichte Eindellung. Um die Körpermitte hat die Swasiland-Hausschlange 17 Rückenschuppenreihen. Bauchschuppen (Scutum ventrale) sind 199 bis 208 vorhanden.  Sie sind im Gegensatz zu den 220 bis 244 leicht gekielten Bauchschuppen von Hormonotus modestus glatt. Danach folgt das nicht geteilte Analschild, woraufhin sich 75 bis 91 Schuppen auf der Schwanzunterseite (Scutum subcaudale) anschließen.
In der Draufsicht hat die Swasiland-Hausschlange große Kopfschilde, die symmetrisch angeordnet sind. In der Seitenansicht hat sie acht Oberlippenschuppen und neun bis elf Unterlippenschilde. Von den Oberlippenschuppen grenzen die dritte bis fünfte von vorne gezählt ans Auge. Vor dem Auge liegt eine Schuppe (Präoculare) und dahinter zwei Postoculare.

## Verbreitung
Inyoka swazicus bewohnt felsiges Gelände in Steppen und Savannen in Höhen von 1400 bis 1900 Meter ü. NN. Das Verbreitungsgebiet umfasst eine Fläche größer als 10.000 km² von der südafrikanischen Provinz Limpopo im Norden über Mpumalanga und Swasiland bis KwaZulu-Natal im Süden.

## Lebensweise
Die Swasiland-Hausschlange ist ein rein nachtaktiver Jäger, der sich hauptsächlich von kleinen Eidechsen und Vögeln ernährt. Sie klettert gut und jagt in Bäumen. Im Sommer legt die ovipare Schlange Eier. In Gefangenschaft wird sie bis zu 20 Jahre alt.

## Systematik
Schaefer hat die Swasiland-Hausschlange 1970 unter dem wissenschaftlichen Namen Lamprophis swazicus erstbeschrieben und damit in die Gattung Lamprophis eingeordnet. Genetische Untersuchungen von Branch und Belly 2011 haben jedoch gezeigt, dass die Gattung Lamprophis polyphyletisch ist und die Swasiland-Hausschlange näher mit Hormonotus modestus verwandt ist, weshalb sie als einzige Art in die neue Gattung Inyoka ausgegliedert wurde.

## Schutz
Die IUCN führt die Schlange in der Roten Liste gefährdeter Arten als nicht gefährdet („least concern“). Dieser Gefährdungsstatus wurde nach einer südafrikanischen Untersuchung auf Grund ihrer weiten Verbreitung und dem relativ unberührten Lebensraum mit nicht gefährdet bestätigt.